# Corral del Carbón
Il Corral del Carbón, originariamente al-Funduq al-Jadida, è un edificio storico del XIV secolo nella città spagnola di Granada (Andalusia). È l'unico "alhóndiga" o funduq (magazzino commerciale o locanda) conservato nella penisola iberica. L'edificio si trova a sud del quartiere Albaicin, vicino all'attuale Cattedrale (ex Grande Moschea della città).

## Storia

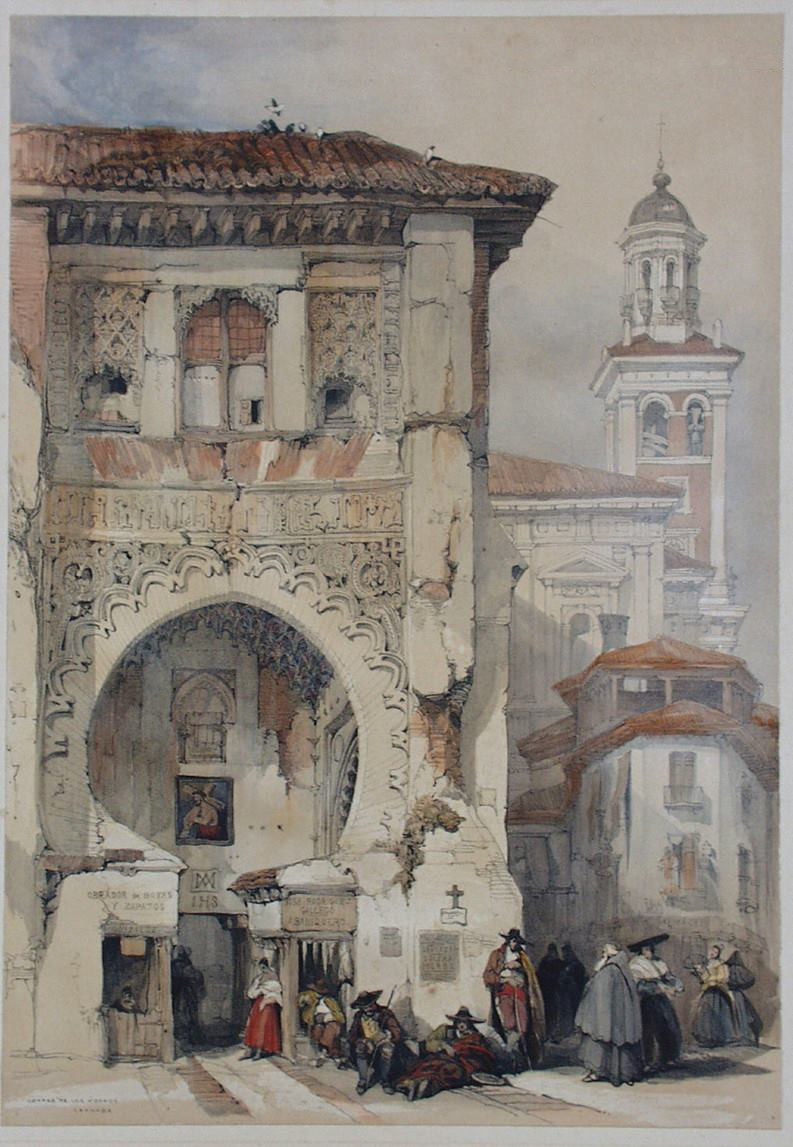
Aspetto del Corral del Carbón nel XIX secolo, disegno di David Roberts

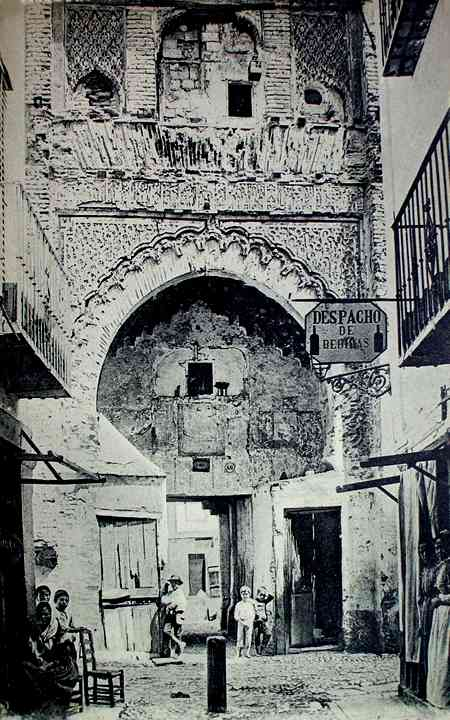
Veduta della facciata dell'edificio nel 1900 circa, in stato di abbandono

L'edificio risale al periodo Nasride ma la data esatta della sua costruzione non è nota. Si ritiene che risalga agli inizi del XIV secolo, prima del 1336 (quando è menzionato in alcuni documenti storici). Il suo nome originale era al-Funduq al-Jadida o "Nuova locanda/emporio". Come altri caravanserragli urbani (conosciuti come funduq in al-Andalus e in Marocco) a quel tempo, era un centro commerciale che fungeva da magazzino per il grano e da locanda e deposito per i mercanti provenienti da fuori città. L'esistenza dei caravanserragli può essere fatta risalire in parte alle strutture greche pandocheion (da cui deriva la parola funduq), attraverso il tardo romano horreum fino all'epoca islamica. Mentre la maggior parte dei funduq in al-Andalus erano edifici modesti che da allora sono scomparsi, il Funduq al-Jadida, secondo quanto riferito, apparteneva alle mogli dei sultani Nasridi e quindi aveva un aspetto più monumentale.
Si trovava vicino al bazar centrale della città, il qaysariyya (noto oggi come "Alcaicería"), che a sua volta si trovava accanto alla Grande Moschea della città (la sua principale moschea del venerdì), occupata oggi dalla Cattedrale. Un piccolo ponte, chiamato al-qantarat al-jadida ("ponte nuovo") fino al 1501 e successivamente Puente del carbón o Puente del Álamo o Puente de los Curtidores (Qantarat al-Dabbayin), era situato sul fiume Darro e collegava l'edificio con il bazar.
Nel 1494, dopo la caduta di Granada ad opera della Spagna cristiana, i monarchi cattolici lo concessero al loro luogotenente, Juan de Arana o Sancho Arana. Alla sua morte, nel 1531, l'edificio fu venduto all'asta pubblica e divenne un cortile teatrale (un corral de comedias) almeno fino al 1593. Durante questo periodo l'interno dell'edificio fu modificato per accogliere il pubblico. Fu poi utilizzato nel XVII secolo come caseggiato o complesso residenziale, mentre il pianterreno era utilizzato come luogo per pesare e immagazzinare il carbone, il che ha dato all'edificio l'attuale nome Corral del Carbón ("Cortile del carbone").
Nel 1887 la Commissione dei monumenti storici e artistici della provincia di Granada chiese di acquistare l'edificio dai suoi proprietari privati. Nel 1918 fu dichiarato Monumento Nazionale ma era minacciato dallo stato di abbandono. Infine, nel 1928, Leopoldo Torres Balbás, curatore e capo architetto dell'Alhambra, fece in modo che la proprietà fosse acquistata dal governo con l'aiuto dei proventi della vendita dei biglietti dell'Alhambra. L'atto di acquisto fu firmato il 24 ottobre dello stesso anno e le numerose famiglie residenti nel palazzo furono successivamente sfrattate. Torres Balbas fu incaricato del restauro e della riparazione dell'edificio, un lavoro che si svolse in due fasi dal 1929 al 1931. Questo restauro ha rimosso molte aggiunte moderne o più recenti all'edificio, oltre a sostituire i tetti e i pavimenti.
Nel 1992 l'edificio è stato nuovamente restaurato dall'architetto Rafael Soler Márquez. La facciata ha subito un altro processo di pulitura e consolidamento da parte della società Siglos Conservación y Restauración, sotto la direzione di Lola Blanca López e Lourdes Blanca López, completato nel 2006.

## Architettura
L'originale interno medievale dell'edificio non è stato conservato intatto, ma la sua disposizione generale è rimasta la stessa. Presenta una pianta semplice con un cortile centrale quasi quadrato (che misura 16,8 per 15,6 metri) circondato da una galleria a tre piani, simile ai funduq in Marocco come quelli di Fez, derivati dai più antichi caravanserragli della regione dell'Iran. Al centro del cortile si trova una vasca in pietra e un'antica fontana.
La sua caratteristica più notevole è la monumentale porta d'ingresso sporgente, con le porte situate all'interno di un grande iwan (uno spazio a volta aperto su un lato, originario dell'antica architettura sasanide). La forma architettonica dell'edificio può quindi essere ricondotta a modelli architettonici mediorientali come quelli dell'Egitto e di altri paesi più a est, dove erano più comuni ingressi monumentali simili. Una forma simile si trova anche nella Porta della Giustizia (Puerta de la Justicia) presso l'Alhambra. L'ornamento della facciata, tuttavia, è più strettamente nasride o moresco. L'alfiz (cornice quadrata) presenta motivi ad arco multilobati e intrecciati attorno all'arco e arabeschi intagliati che riempiono i pennacchi, nonché mocárabes (muqarnas) scolpiti nella volta dell'iwan sopra la porta. Sopra la cornice alfiz c'è una fascia orizzontale con un'iscrizione arabo cufico della Sura 112 del Corano, e sopra questa una finestra a doppio arco. Su entrambi i lati della finestra ci sono pannelli di intonaco decorativo intagliato con motivi sebka e arabeschi. L'ingresso sporgente è sormontato da una tipica grondaia in legno sorretta da mensole, come era tipico dell'architettura andalusa e marocchina.

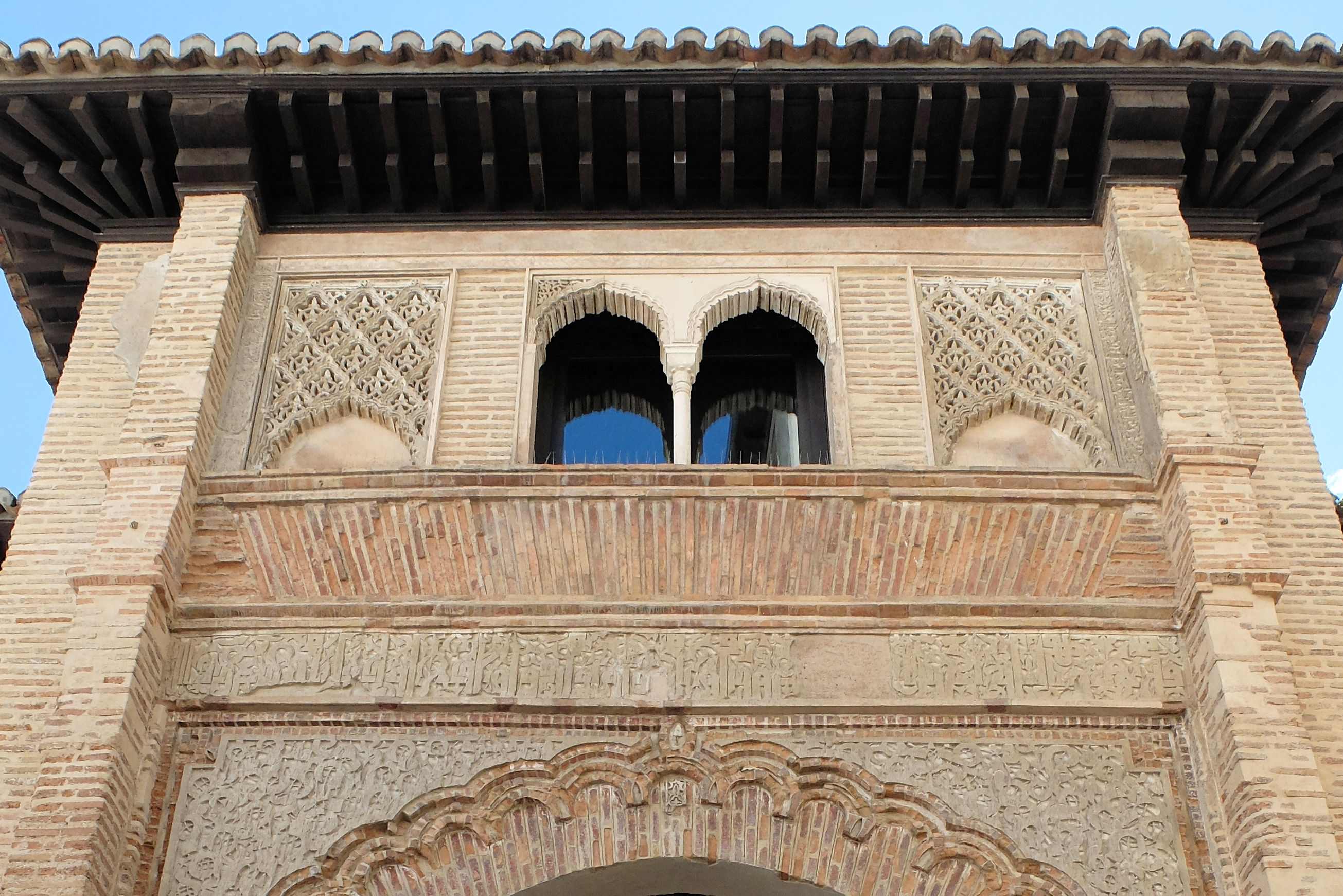
La decorazione sopra l'arco dell'ingresso, inclusa l'iscrizione cufica
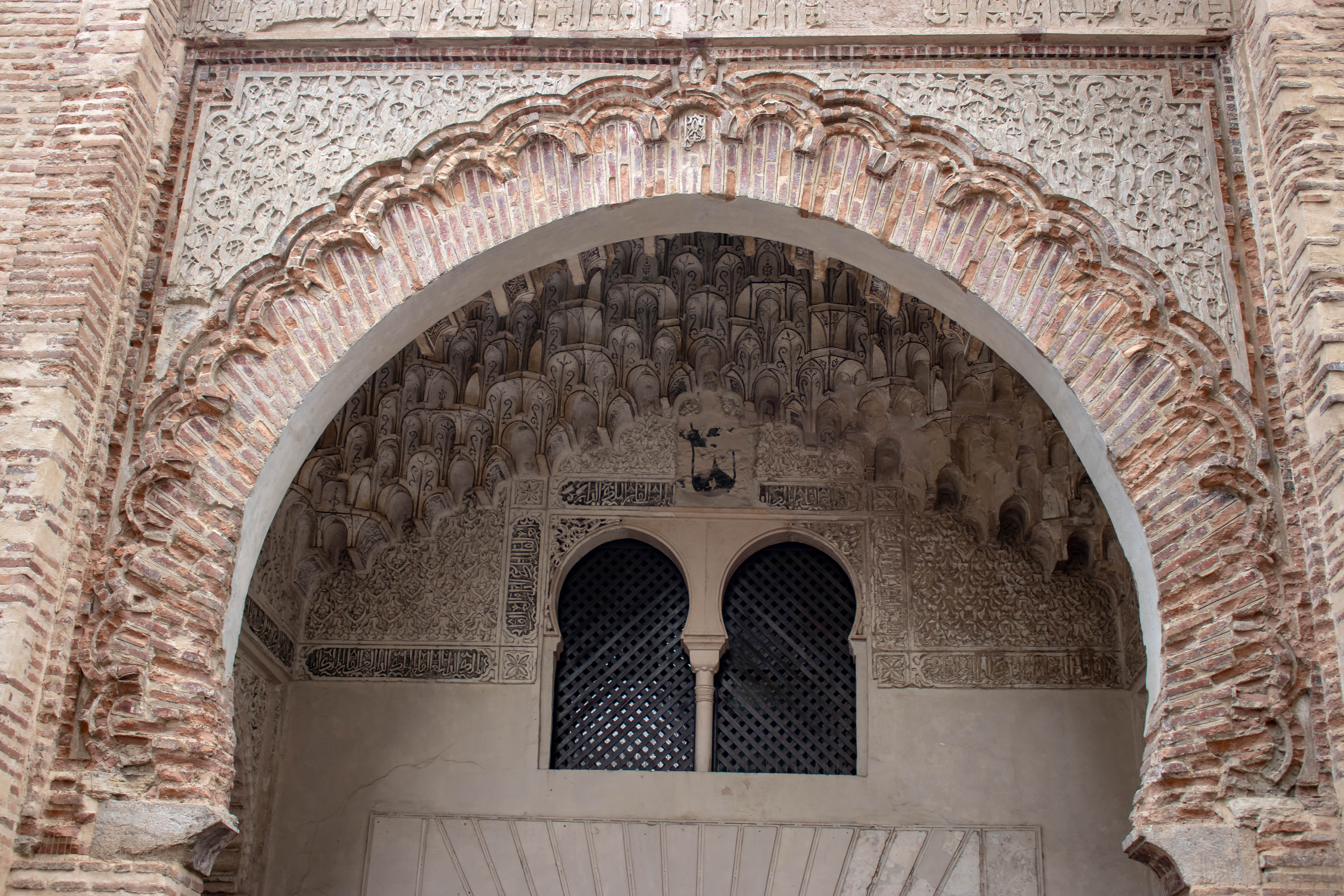
La decorazione attorno all'arco dell'ingresso iwan
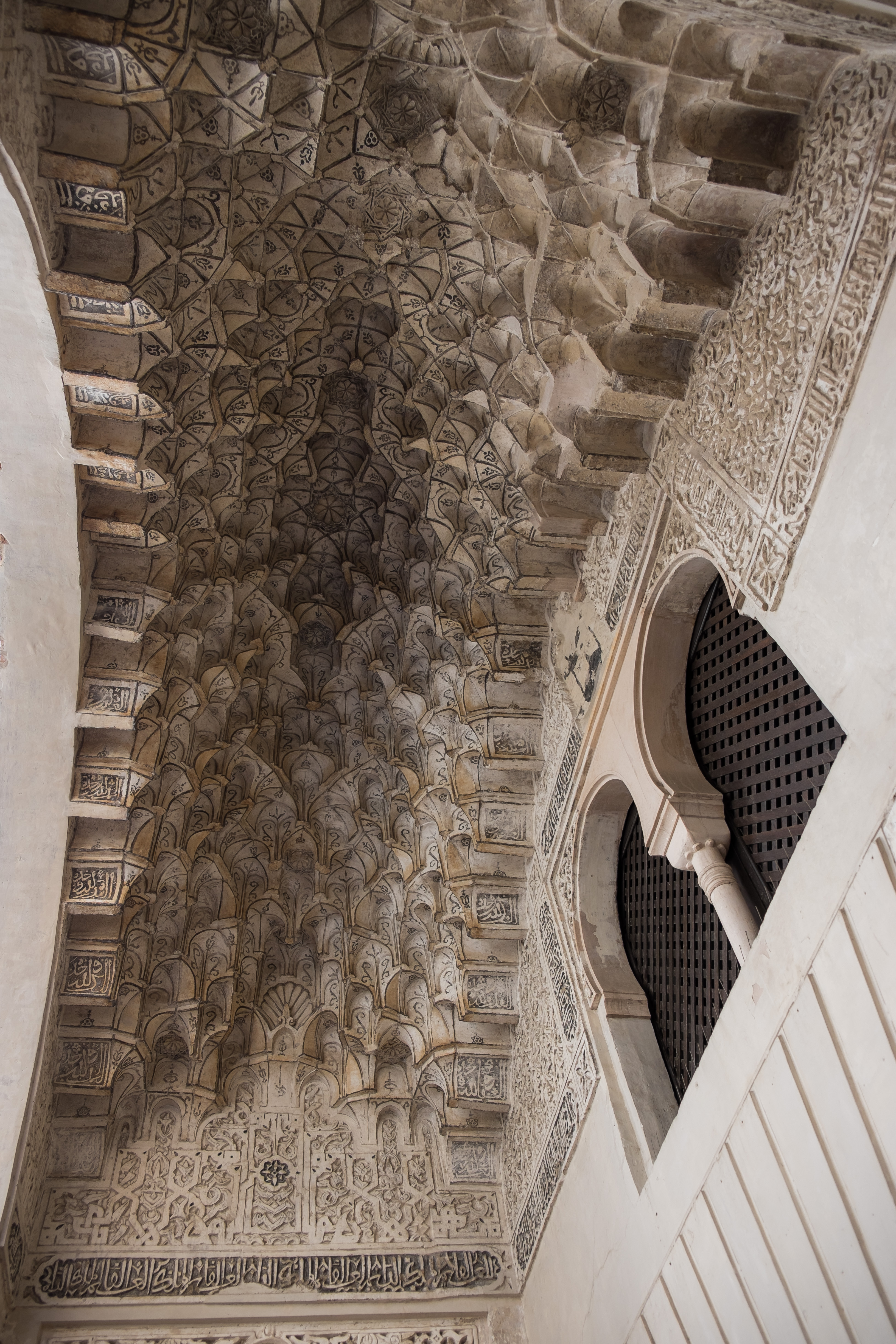
I muqarnas nella volta sopra l'ingresso
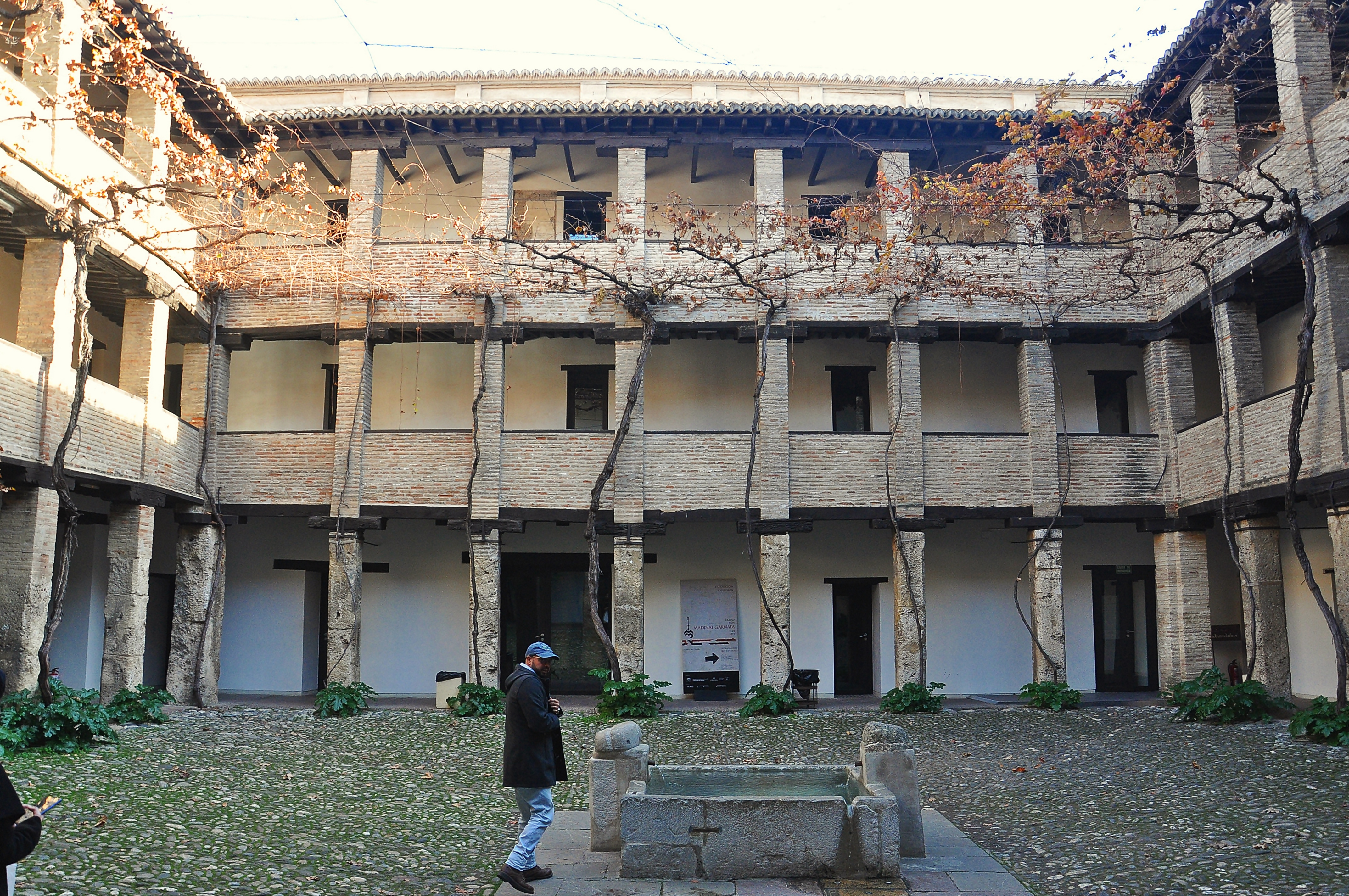
Il cortile centrale
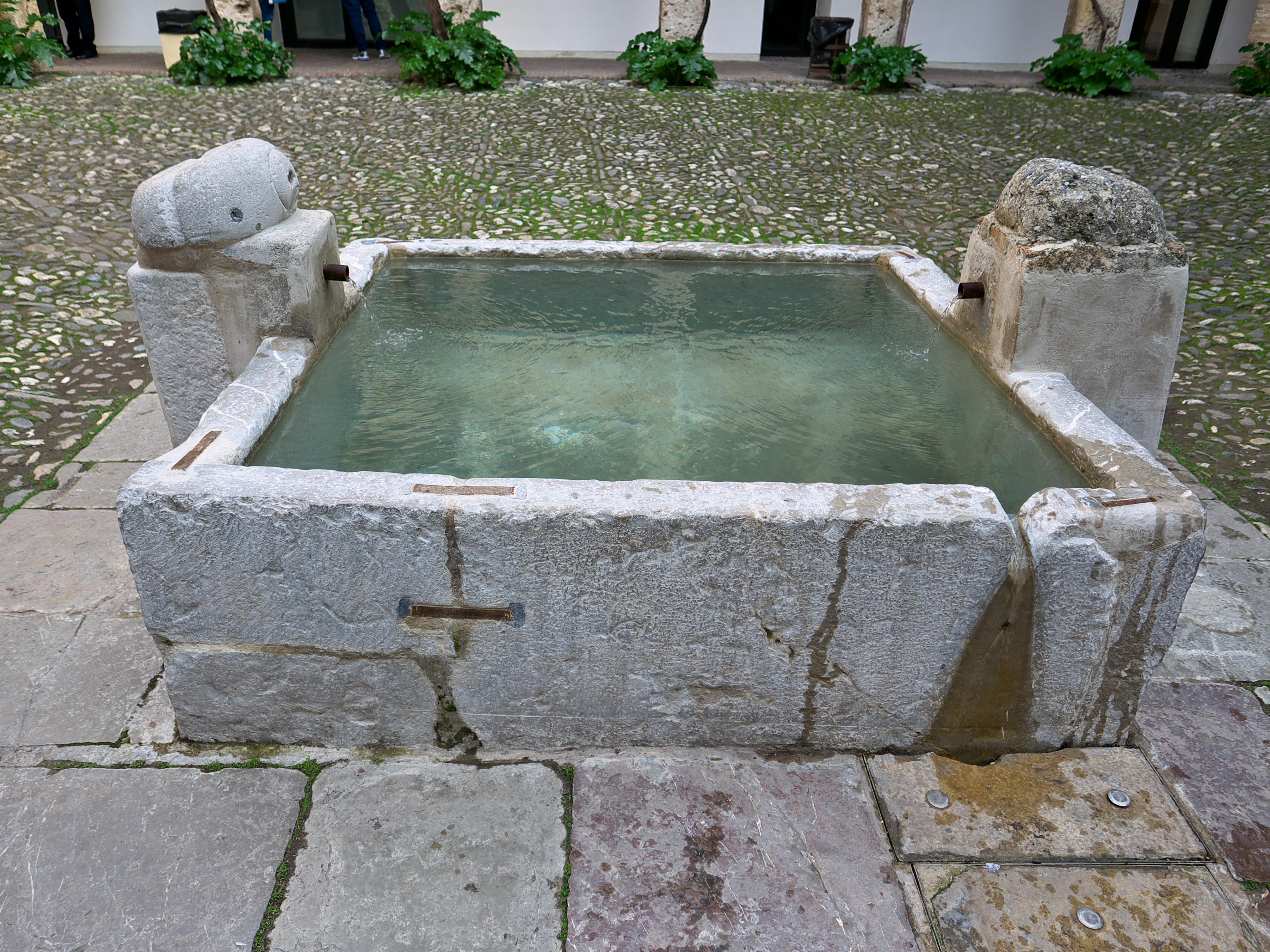
La vasca e la fontana al centro del cortile

## Uso attuale
Oggi l'edificio è un'attrazione turistica e un sito storico della città. Ospita anche gli uffici dell'Orchestra della Città di Granada e il Festival Internazionale di Musica e Danza di Granada, ed è occasionalmente utilizzato per varie manifestazioni culturali.